# Fédération du Qatar de football
La Fédération du Qatar de football (en anglais : Qatar Football Association) ou simplement QFA est une association regroupant les clubs de football du Qatar et organisant les compétitions nationales et les matchs internationaux de l'Équipe du Qatar.

## Histoire
La fédération nationale du Qatar est fondée en 1960. Elle est affiliée à la FIFA depuis 1970 et est membre de l'AFC depuis 1972.